# Ihungia
Ihungia is een geslacht van uitgestorven weekdieren uit de klasse van de Gastropoda (slakken).

## Soorten
- Ihungia acantha Marwick, 1965 †
- Ihungia aequalis Laws, 1941 †
- Ihungia amberleya Marwick, 1931 †
- Ihungia bicarina Marwick, 1931 †
- Ihungia infulata Marwick, 1943 †
- Ihungia luteophila Marwick, 1931 †
- Ihungia moniliata Marwick, 1965 †
- Ihungia ponderi Maxwell, 1988 †